# Arlay
Arlay és un municipi francès situat al departament del Jura i a la regió de Borgonya - Franc Comtat. L'any 2007 tenia 699 habitants.

## Demografia

### Població
El 2007 la població de fet d'Arlay era de 699 persones. Hi havia 300 famílies de les quals 92 eren unipersonals (32 homes vivint sols i 60 dones vivint soles), 80 parelles sense fills, 88 parelles amb fills i 40 famílies monoparentals amb fills.
La població ha evolucionat segons el següent gràfic:
Habitants censats

### Habitatges
El 2007 hi havia 377 habitatges, 300 eren l'habitatge principal de la família, 44 eren segones residències i 33 estaven desocupats. 329 eren cases i 47 eren apartaments. Dels 300 habitatges principals, 234 estaven ocupats pels seus propietaris, 55 estaven llogats i ocupats pels llogaters i 11 estaven cedits a títol gratuït; 1 tenia una cambra, 15 en tenien dues, 51 en tenien tres, 76 en tenien quatre i 157 en tenien cinc o més. 214 habitatges disposaven pel capbaix d'una plaça de pàrquing. A 123 habitatges hi havia un automòbil i a 142 n'hi havia dos o més.

### Piràmide de població
La piràmide de població per edats i sexe el 2009 era:
| Homes | Edats   | Dones |
| ----- | ------- | ----- |
| 0     | 95 o +  | 0     |
| 4     | 90 a 94 | 0     |
| 0     | 85 a 89 | 12    |
| 8     | 80 a 84 | 12    |
| 12    | 75 a 79 | 16    |
| 12    | 70 a 74 | 16    |
| 12    | 65 a 69 | 16    |
| 16    | 60 a 64 | 20    |
| 12    | 55 a 59 | 12    |
| 24    | 50 a 54 | 16    |
| 16    | 45 a 49 | 44    |
| 48    | 40 a 44 | 36    |
| 12    | 35 a 39 | 20    |
| 28    | 30 a 34 | 36    |
| 12    | 25 a 29 | 12    |
| 16    | 20 a 24 | 16    |
| 44    | 15 a 19 | 28    |
| 40    | 10 a 14 | 24    |
| 20    | 5 a 9   | 20    |
| 24    | 0 a 4   | 8     |

## Economia
El 2007 la població en edat de treballar era de 457 persones, 343 eren actives i 114 eren inactives. De les 343 persones actives 314 estaven ocupades (173 homes i 141 dones) i 29 estaven aturades (13 homes i 16 dones). De les 114 persones inactives 36 estaven jubilades, 48 estaven estudiant i 30 estaven classificades com a «altres inactius».

### Ingressos
El 2009 a Arlay hi havia 327 unitats fiscals que integraven 778 persones, la mediana anual d'ingressos fiscals per persona era de 16.559,5 €.

### Activitats econòmiques
Dels 38 establiments que hi havia el 2007, 1 era d'una empresa alimentària, 3 d'empreses de fabricació d'altres productes industrials, 9 d'empreses de construcció, 9 d'empreses de comerç i reparació d'automòbils, 2 d'empreses de transport, 2 d'empreses d'hostatgeria i restauració, 2 d'empreses immobiliàries, 6 d'empreses de serveis, 1 d'una entitat de l'administració pública i 3 d'empreses classificades com a «altres activitats de serveis».
Dels 10 establiments de servei als particulars que hi havia el 2009, 1 era un paleta, 2 fusteries, 3 lampisteries, 1 electricista, 2 perruqueries i 1 restaurant.
L'únic establiment comercial que hi havia el 2009 era una botiga de menys de 120 m².
L'any 2000 a Arlay hi havia 26 explotacions agrícoles que ocupaven un total de 408 hectàrees.

## Equipaments sanitaris i escolars
El 2009 hi havia una escola elemental.

## Poblacions més properes
El següent diagrama mostra les poblacions més properes.